# FM (Ryan Adams)
FM è il ventunesimo album in studio del cantautore statunitense Ryan Adams (il diciassettesimo come solista), pubblicato il 22 luglio 2022.

## Tracce
1. I Want You – 3:41
2. Love Me Don't – 2:28
3. Fantasy File – 3:22
4. When She Smiles – 2:41
5. Hall of Shame – 3:33
6. Wild and Hopeless – 2:55
7. So Dumb – 2:54
8. Fairweather – 4:39
9. Do You Feel – 2:59
10. Someday – 3:10